# Колекйоган
Колекйога́н (рос. Колекъёган) — присілок у складі Нижньовартовського району Ханти-Мансійського автономного округу Тюменської області, Росія. Входить до складу Ваховського сільського поселення.
Населення — 13 осіб (2010, 48 у 2002).
Національний склад станом на 2002 рік: ханти — 77 %.